# 家庭經濟學
家庭經濟學（英文：Family economics），是經濟學的一個分支，主要研究家庭的各種經濟活動，包括一般經驗學概念在家庭中的實踐，例如勞務分工、財產分配、決策程序等；以及家庭獨有的經濟現象，例如婚姻、生育及子女數等。
一個封閉的家庭經濟是一個社會的經濟系統，它的產品不上市交易。這些商品的生產和消耗於同樣的家庭。換句話說，一個封閉的家庭好似一個社會的經濟系統，那裡的居民已經關閉對外界的交易。這種經濟存在於:狩獵、採集社會。現今在高度分工的社會，商品的生產和消費的不分離。封閉的家庭經濟對比，以貨易貨經濟，以貨易貨的產品（互相買賣），和貨幣經濟，商品交易的錢。封閉的家庭經濟和以物易物的經濟統稱的非貨幣經濟 。

## 家庭經濟規劃
家庭是基本的經濟單位。將家庭所得做有效安排,管控家庭收支，是為了提升生活品質、籌備退休生活。

### 開源
家庭經濟規劃較個人理財首重穩定性，共通點為定期的檢視及評估，通常包含以下5個步驟：
1. 評估目前狀況(工資、儲蓄)
2. 長久的目標設定(兒女教育基金、養老基金......)
3. 建立適合家庭的投资方案計畫
4. 執行
5. 檢視及重新評估

#### 常用的理財工具
- 低風險、低利息

1. 存款
2. 債券

- 中風險、中利息

1. 基金
2. 外匯

至於高利息者，因相對風險也較大(利息與風險成正比)，不常用於家庭經濟較常用於個人理財。

## 其它相关的话题
- 開源(拓展資金來源)
- 節流
- 理財
- 經濟
- 家庭
- 所得
- 所得分配
- 家族企業